# Nir Klinger
Pour les articles homonymes, voir Klinger.
Nir Klinger (en hébreu : ניר קלינגר), né le 25 mai 1966 à Haïfa en Israël, est un footballeur international israélien qui évoluait au poste de milieu défensif reconverti en entraîneur.

## Biographie

### Carrière
Nir Klinger est formé au Maccabi Haïfa. Il a commencé à jouer à l'âge de dix ans, a gravi les échelons dans l'équipe. Le 3 novembre 1984, il joue son premier match en première division contre l'Hakoah Ramat Gan. Après six saisons et 136 matchs sous les couleurs du Maccabi Haïfa. 
En 1990, il a été transféré au Maccabi Tel-Aviv. Au cours de la saison 1997/1998, il prend sa retraite pour cause de blessure. Il a joué huit saisons et 234 matchs sous les couleurs du Maccabi Tel-Aviv. 
Il a remporté deux championnats avec le Maccabi Haïfa et trois championnats et deux coupes nationales avec le Maccabi Tel-Aviv.
En 2012, Klinger a déclaré que la raison pour laquelle il a quitté le Maccabi Haïfa a été la mort de son coéquipier Avi Ran.

### Équipe nationale
Nir Klinger est convoqué pour la première fois par le sélectionneur national Miljenko Mihić pour un match amical face à l'Irlande du Nord le 18 février 1987 (1-1). 
Le 8 février 1989, il marque son premier but en équipe d'Israël lors d'un match amical face au Pays de Galles (3-3). 
Il compte 83 sélections et 2 but avec l'équipe d'Israël entre 1987 et 1997. Il a été le capitaine de l'équipe d'Israël de 1992 à 1997 (41 fois).

### Entraîneur
Après sa retraite, Nir Klinger a été nommé entraîneur adjoint d'Avraham Grant du Maccabi Tel-Aviv pendant deux ans. Au cours de la saison 2000/2001, il devient l'entraîneur du Betar Beer-Sheva qui évolue en deuxième division jusqu'à la saison 2001/2002, où il termine à la troisième place.  
En 2002, il a été nommé entraîneur du Maccabi Tel-Aviv et a remporté le championnat à sa première saison comme entraîneur et l'année suivante, ils ont terminé deuxièmes et se qualifie pour la Ligue des Champions.
Il a mené le Maccabi Tel-Aviv à la phase de groupe de la Ligue des Champions 2004/2005 et c'est la deuxième équipe israélienne après Maccabi Haifa, avoir participé la phase de groupe. L'équipe a battu le HJK Helsinki et PAOK Salonique dans les tours de qualification. Maccabi a joué contre les anciens champions d'Europe: la Juventus, l'Ajax Amsterdam et le Bayern Munich. Maccabi a réussi à obtenir une victoire sur l'Ajax (2-1) et a tenu la Juventus en un match nul (1-1). Cette saison l'équipe a remporté la Coupe. 
La saison 2005/2006 s'est terminée par un échec, et au cours de laquelle, le 5 décembre 2005, il démissionne. 
Le 24 mai 2006, il a signé deux ans pour le club chypriote d'Enosis Neon Paralimni en remplacement de l'ancien entraîneur Eli Guttman. Il est renvoyé de l'équipe le 17 septembre 2007, et le 2 octobre, il signe à l'AEK Larnaca, où il reste an jusqu'à sa démission le 27 octobre 2008, lorsque l'équipe est à la dernière place avec 2 points. Le 5 novembre 2008 signé à l'AE Paphos, le club est classé 12e sur 14 et à la fin de la saison, une neuvième place surprenante et sauvé le club de la relégation. Le 23 mai 2009, il rejoint l'AEL Limassol, mais six mois plus tard, le 28 décembre 2009 renvoyé de l'équipe par surprise. À cette époque, le groupe se classe 6e place dans la ligue, à neuf points du leader et il était aussi qualifié pour la demi-finale de la coupe. Deux jours après le licenciement, le 30 décembre 2009, il signé à Nea Salamina Famagouste, lorsqu'il est placé en dernière position dans le championnat mais ne sauve pas le club de la relégation. 
En mai 2010, il est retourné en Israël et a signé avec l'Hapoël Beer-Sheva. La saison 2011/2012, il a commencé avec six défaites consécutives, mais après la première victoire, au début octobre 2011, il a annoncé sa démission. Le 10 janvier 2012, il retourne à l'Enosis Neon Paralimni, il a signé un contrat avec le club jusqu'à la fin de la saison 2011/12. En avril 2012, il a démissionné. 
Le 23 mai 2012, il a signé pour une saison pour l'Hapoël Haïfa. L'équipe a terminé la saison à la neuvième place. 
Le 19 mai 2013, il a signé pour trois saisons comme entraîneur du MS Ashdod.

## Palmarès

### Joueur
- Avec le Maccabi Haïfa :
  - champion d'Israël en 1985 et 1989.
- Avec le Maccabi Tel-Aviv :
  - champion d'Israël en 1992, 1995 et 1996
  - vainqueur de la coupe d'Israël en 1994 et 1996
  - vainqueur de la Toto Cup en 1993.

### Entraîneur
- Avec le Maccabi Tel-Aviv :
  - champion d'Israël en 2003
  - vainqueur de la coupe d'Israël en 2005.
- Avec le Hapoël Haïfa :
  - vainqueur de la Toto Cup en 2013.
  - vainqueur de la Coupe d'Israël en 2018

### Distinctions personnelles
- Élu meilleur joueur du Championnat d'Israël en 1989.

## Statistiques

### Statistiques en club
| Saison                | Club                  | Championnat           | Championnat | Championnat | Coupe nationale | Coupe nationale | Coupe de la Ligue | Coupe de la Ligue | Compétition(s) continentale(s) | Compétition(s) continentale(s) | Compétition(s) continentale(s) | Israël | Israël | Total | Total |
| Saison                | Club                  | Division              | M.          | B.          | M.              | B.              | M.                | B.                | Comp.                          | M.                             | B.                             | M.     | B.     | M.    | B.    |
| 1984 - 1985           | Maccabi Haïfa         | Ligat HaAl            | 2           | 0           | -               | -               | -                 | -                 | -                              | -                              | -                              | -      | -      | 2     | 0     |
| 1985 - 1986           | Maccabi Haïfa         | Ligat HaAl            | 20          | 0           | -               | -               | -                 | -                 | -                              | -                              | -                              | -      | -      | 20    | 0     |
| 1986 - 1987           | Maccabi Haïfa         | Ligat HaAl            | 29          | 2           | -               | -               | -                 | -                 | -                              | -                              | -                              | 5      | 0      | 34    | 2     |
| 1987 - 1988           | Maccabi Haïfa         | Ligat HaAl            | 30          | 2           | -               | -               | -                 | -                 | -                              | -                              | -                              | 14     | 0      | 44    | 2     |
| 1988 - 1989           | Maccabi Haïfa         | Ligat HaAl            | 26          | 8           | -               | -               | -                 | -                 | -                              | -                              | -                              | 8      | 2      | 34    | 10    |
| 1989 - 1990           | Maccabi Haïfa         | Ligat HaAl            | 29          | 5           | -               | -               | -                 | -                 | -                              | -                              | -                              | 6      | 0      | 35    | 5     |
| 1990 - 1991           | Maccabi Tel-Aviv      | Ligat HaAl            | 31          | 5           | -               | -               | -                 | -                 | -                              | -                              | -                              | 1      | 0      | 32    | 5     |
| 1991 - 1992           | Maccabi Tel-Aviv      | Ligat HaAl            | 32          | 6           | -               | -               | -                 | -                 | -                              | -                              | -                              | -      | -      | 32    | 6     |
| 1992 - 1993           | Maccabi Tel-Aviv      | Ligat HaAl            | 30          | 8           | -               | -               | -                 | -                 | C1                             | 2                              | 0                              | 13     | 0      | 45    | 8     |
| 1993 - 1994           | Maccabi Tel-Aviv      | Ligat HaAl            | 36          | 5           | -               | -               | -                 | -                 | -                              | -                              | -                              | 9      | 0      | 45    | 5     |
| 1994 - 1995           | Maccabi Tel-Aviv      | Ligat HaAl            | 28          | 7           | -               | -               | -                 | -                 | C2                             | 2                              | 0                              | 12     | 0      | 42    | 7     |
| 1995 - 1996           | Maccabi Tel-Aviv      | Ligat HaAl            | 28          | 10          | -               | -               | -                 | -                 | C1                             | 2                              | 0                              | 9      | 0      | 39    | 10    |
| 1996 - 1997           | Maccabi Tel-Aviv      | Ligat HaAl            | 25          | 4           | -               | -               | -                 | -                 | C1+C3                          | 2+1                            | 0+0                            | 6      | 0      | 34    | 4     |
| 1997 - 1998           | Maccabi Tel-Aviv      | Ligat HaAl            | 24          | 2           | -               | -               | -                 | -                 | -                              | -                              | -                              | -      | -      | 24    | 2     |
| Total sur la carrière | Total sur la carrière | Total sur la carrière | 370         | 64          | 0               | 0               | 0                 | 0                 | -                              | 9                              | 0                              | 83     | 2      | 462   | 66    |

### Buts en sélection
Le tableau suivant liste tous les buts inscrits par Nir Klinger avec l'équipe d'Israël.